# Aleksandr Aleksandrovič Musin-Puškin
Conte Aleksandr Aleksandrovič Musin-Puškin, (in russo: Александр Александрович Мусин-Пушкин) (San Pietroburgo, 22 marzo 1856 – Sanremo, 20 dicembre 1907), è stato un politico russo.

## Biografia
Era il figlio di Aleksandr Ivanovič Musin-Puškin, e di sua moglie, Ol'ga Aleksandrovna Paškova.

## Carriera
Nel 1879 si laureò in giurisprudenza. L'anno successivo, entrò in servizio presso il Ministero della giustizia, e divenne sostituto procuratore.
Nel 1885 venne trasferito al Ministero degli Affari Interni e il 14 maggio 1886 fu nominato vice-governatore di Turgay. Nel 1887 fu nominato vice-governatore di Smolensk, e nel 1896 fu trasferito nella stessa posizione nella provincia di Kharkov. Nel 1898 fu nominato governatore di Vologda.
Nel 1902 fu nominato a governatore di Minsk, carica che mantenne fino al 1905, quindi fu annoverato dal Ministero degli Interni. Raggiunse il rango di consigliere di Stato (1901) e di corte di ciambellano (1898).

## Morte
Morì il 20 dicembre 1907 a Sanremo. Fu sepolto nel cimitero locale.